# Okręg Poitiers
Okręg Poitiers (fr. Arrondissement de Poitiers) – okręg w zachodniej Francji. Populacja wynosi 235 tysięcy.

## Podział administracyjny
W skład okręgu wchodzą następujące kantony:
- Lusignan,
- Mirebeau,
- Neuville-de-Poitou,
- Poitiers-1,
- Poitiers-2,
- Poitiers-3,
- Poitiers-4,
- Poitiers-5,
- Poitiers-6,
- Poitiers-7,
- Saint-Georges-lès-Baillargeaux,
- Saint-Julien-l'Ars,
- Villedieu-du-Clain,
- Vivonne,
- Vouillé.